# Jedi mind trick
De Jedi Mind Trick (Jedi-gedachtentruc) is in het fictieve Star Wars-universum een truc waarmee je iemands gedachten kunt beïnvloeden met behulp van De Kracht. De truc wordt zowel gebruikt door de Jedi als door hun opponenten van de Duistere Kant.
Jedi die deze vaardigheid beheersen kunnen de handelingen van wezens die zwak van geest zijn beïnvloeden. Bij sterkere wezens kunnen Jedi hun krachten bundelen, zoals gebeurt in de televisieserie Star Wars: The Clone Wars. Met de Jedi Mind Trick kan de Jedi niet alleen het gedrag van de ander aansturen, maar ook illusies creëren of zelfs iemands geest volledig controleren.
Sommige levensvormen hebben een hersenstructuur die niet vatbaar is voor de Jedi Mind Trick, zoals de Hutts en de Toydarianen. Voor andere soorten kan het helpen om zich te trainen, zodat ze beter bestand zijn tegen de truc. Droids zijn volledig bestand tegen de Jedi Mind Trick, maar dat komt omdat ze als robots geen "gedachten" of zelfbewustzijn bezitten.
Een uitvloeisel van de Jedi Mind Trick is de mogelijkheid om iemands geest te lezen en zo geheimen te achterhalen. Deze techniek is onder andere toegepast door Kylo Ren en Maul, twee personages die voor de Duistere Kant hadden gekozen.

## Werkwijze
In de filmcyclus wordt de Jedi Mind Trick voor het eerst toegepast door Obi-Wan Kenobi als hij Stormtroopers zijn wil oplegt. Hij maakt hierbij een handgebaar en doet een verbale suggestie (Dit zijn niet de Droids waar jullie naar op zoek zijn.). De truc slaagt en de slachtoffers bevestigen deze suggestie (Dit zijn niet de Droids waar we naar op zoek zijn), waarna ze de wens van Obi-Wan uitvoeren. Obi-Wan, Luke Skywalker en de droids C-3PO en R2-D2 kunnen hierna ongehinderd verder reizen.
Of het handgebaar essentieel is voor de truc, is onbekend. Bij een sterke Jedi hoeft deze zelfs geen verbale suggestie uit te spreken, maar voldoet de gedachte al om de geest van het slachtoffer te sturen.

## Naamgeving
De Jedi zelf noemen deze techniek nooit de (Jedi) Mind Trick en refereren er ook nooit aan. De term Jedi Mind Trick is een denigrerende term, gebruikt door niet-Jedi die van het bestaan ervan op de hoogte zijn. De term werd voor het eerst gebruikt in Star Wars: Episode VI: Return of the Jedi door Jabba de Hutt. Het is niet bekend of de Jedi zelf een officiële term voor deze techniek hebben.

## Ethische bezwaren
Aan het gebruik van de Jedi Mind Trick zitten morele bezwaren. De Jedi gebruiken De Kracht in principe alleen voor goede zaken en zij brengen andere wezens geen schade toe, maar met deze truc beïnvloedt je andermans gedrag en controleer je diens geest, tegens zijn of haar wil in.
Waar de truc aanvankelijk alleen wordt gebruikt om anderen te helpen of om zichzelf uit hachelijke situaties te redden, passen de Jedi de truc later steeds vaker toe om - soms uit gemakzucht - hun wil aan anderen op te leggen. Ook is de truc een keer gebruikt om de levensloop van een drugsdealer te wijzigen. De situatie waarbij meerdere Jedi hun krachten bundelen in de serie Star Wars: The Clone Wars kan zelfs als een vorm van marteling worden beschouwd: niet alleen lijdt het slachtoffer tijdens de ondervraging ernstige pijn, maar ook loopt hij kans op hersenbeschadiging.

## Toepassing in de films

### Star Wars: Episode I: The Phantom Menace
- Qui-Gon Jinn gebruikt de truc om de leider van de Gungans, te laten helpen zodat hij en zijn Padawan Obi-Wan Kenobi door Naboos planeetkern kunnen reizen.
- Qui-Gon Jinn probeert Watto te beïnvloeden zodat hij Republiekcredits als betaling accepteert voor een nieuwe hyperaandrijving. Watto is echter een Toydariaan, dus hij biedt succesvol weerstand tegen de truc.

### Star Wars: Episode II: Attack of the Clones
- Elan Sleazebaggano probeert Obi-Wan Kenobi een doodsstokje (Death stick) te verkopen. Obi-Wan antwoordt met de suggestie: Je wil me geen doodsstokjes verkopen, Je wil huiswaarts gaan en je leven overdenken. ("You don't want to sell me death sticks. You want to go home and rethink your life.") Sleazebaggano wordt verondersteld dit ook daadwerkelijk gedaan te hebben

### Star Wars: Episode III: Revenge of the Sith
- Obi-Wan Kenobi overtuigt een rijdraakverkoper (dragonmount seller) hem een van zijn beesten te lenen
- Als Yoda en Obi-Wan Kenobi gevangengenomen worden door kloontroepen past Obi-Wan Kenobi de truc toe.

### Star Wars: Episode IV: A New Hope
- Obi-Wan Kenobi overtuigt een aantal Imperiale Stormtroopers die een blokkade hebben opgezet ervan hem en Luke Skywalker door te laten rijden, ondanks dat ze de gezochte C-3PO en R2-D2 duidelijk zichtbaar bij zich hebben.

### Star Wars: Episode VI: Return of the Jedi
- Luke Skywalker overtuigt Bib Fortuna dat Jabba de Hutt hem graag op Audiëntie zou ontvangen, hoewel Jabba duidelijk het tegendeel heeft bevolen.
- Luke probeert Jabba de Hutt ertoe aan te zetten dat hij Han Solo en Chewbacca laat gaan, maar omdat Jabba een Hutt is werkt de truc niet.